# Toftebjerg langdysse
Toftebjerg langdysse eller Højby Toftebjerg Langdysse er en langdysse, der ligger nordvest for Højbjerg i Odsherred Kommune.
Den er ca. 15 m lang og 8 m bred. Fem af de bevarede 20 kantsten står stadig mens de resterende er væltet. Langhøjen er dateret til 3500-2800 f.v.t. fra tragtbægerkulturen. Omkring midt på langhøjen står en dysse af tre store bæresten med en større sten liggende på toppen. der består af to bæresten.
I nærheden ligger Højby runddysse, Højby Stenbakken Langdysse og Troldhøj.